# Seny Dieng
Seny Timothy Dieng (Zurigo, 23 novembre 1994) è un calciatore senegalese con cittadinanza svizzera, portiere del Middlesbrough e della nazionale senegalese, con cui si è laureato campione d'Africa nel 2022.

## Carriera

### Club
Il 26 agosto 2016 viene acquistato a titolo definitivo dalla squadra inglese del QPR.

### Nazionale
Ha partecipato alla Coppa d'Africa del 2021 ed ai Mondiali del 2022.

## Statistiche

### Presenze e reti nei club
Statistiche aggiornate al 10 aprile 2023.
| Stagione             | Squadra              | Campionato           | Campionato | Campionato | Coppe nazionali | Coppe nazionali | Coppe nazionali | Coppe continentali | Coppe continentali | Coppe continentali | Altre coppe | Altre coppe | Altre coppe | Totale | Totale  |
| Stagione             | Squadra              | Comp                 | Pres       | Reti       | Comp            | Pres            | Reti            | Comp               | Pres               | Reti               | Comp        | Pres        | Reti        | Pres   | Reti    |
| -------------------- | -------------------- | -------------------- | ---------- | ---------- | --------------- | --------------- | --------------- | ------------------ | ------------------ | ------------------ | ----------- | ----------- | ----------- | ------ | ------- |
| 2018-gen. 2019       | Stevenage            | FL2                  | 13         | -17        | FACup+CdL       | 1+1             | -1 + -3         | -                  | -                  | -                  | FLT         | 1           | 0           | 16     | -21     |
| gen.-giu. 2019       | Dundee               | SP                   | 16         | -29        | SC+SLC          | 2+0             | -4              | -                  | -                  | -                  | -           | -           | -           | 18     | -33     |
| 2019-2020            | Doncaster            | FL1                  | 27         | -26        | FACup+CdL       | 3+1             | -4 + -1         | -                  | -                  | -                  | FLT         | 1           | -1          | 32     | -32     |
| 2020-2021            | QPR                  | FLC                  | 42         | -52        | FACup+CdL       | 1+0             | -2              | -                  | -                  | -                  | -           | -           | -           | 43     | -54     |
| 2021-2022            | QPR                  | FLC                  | 28         | -32        | FACup+CdL       | 0+2             | -2              | -                  | -                  | -                  | -           | -           | -           | 30     | -34     |
| 2022-2023            | QPR                  | FLC                  | 46         | -71; 1     | FACup+CdL       | 1+1             | -2 + -1         | -                  | -                  | -                  | -           | -           | -           | 48     | -74; 1  |
| Totale QPR           | Totale QPR           | Totale QPR           | 116        | -155; 1    |                 | 5               | -7              |                    | -                  | -                  |             | -           | -           | 121    | -162; 1 |
| 2023-2024            | Middlesbrough        | FLC                  | 35         | -47        | FACup+CdL       | 0+0             | -0              | -                  | -                  | -                  | -           | -           | -           | 35     | -47     |
| 2024-2025            | Middlesbrough        | FLC                  | 17         | -21        | FACup+CdL       | 0+0             | -0              | -                  | -                  | -                  | -           | -           | -           | 17     | -21     |
| Totale Middlesbrough | Totale Middlesbrough | Totale Middlesbrough | 52         | -68        |                 | 0               | 0               |                    | -                  | -                  |             | -           | -           | 52     | -68     |
| Totale carriera      | Totale carriera      | Totale carriera      | 224        | -295; 1    |                 | 13              | -20             |                    | -                  | -                  |             | 2           | -1          | 239    | -316; 1 |

### Cronologia presenze e reti in nazionale
| Cronologia completa delle presenze e delle reti in nazionale ― Senegal | Cronologia completa delle presenze e delle reti in nazionale ― Senegal | Cronologia completa delle presenze e delle reti in nazionale ― Senegal | Cronologia completa delle presenze e delle reti in nazionale ― Senegal | Cronologia completa delle presenze e delle reti in nazionale ― Senegal | Cronologia completa delle presenze e delle reti in nazionale ― Senegal | Cronologia completa delle presenze e delle reti in nazionale ― Senegal | Cronologia completa delle presenze e delle reti in nazionale ― Senegal |
| Data                                                                   | Città                                                                  | In casa                                                                | Risultato                                                              | Ospiti                                                                 | Competizione                                                           | Reti                                                                   | Note                                                                   |
| ---------------------------------------------------------------------- | ---------------------------------------------------------------------- | ---------------------------------------------------------------------- | ---------------------------------------------------------------------- | ---------------------------------------------------------------------- | ---------------------------------------------------------------------- | ---------------------------------------------------------------------- | ---------------------------------------------------------------------- |
| 30-3-2021                                                              | Dakar                                                                  | Senegal                                                                | 1 – 1                                                                  | eSwatini                                                               | Qual. Coppa d'Africa 2021                                              | -1                                                                     |                                                                        |
| 10-1-2022                                                              | Bafoussam                                                              | Senegal                                                                | 1 – 0                                                                  | Zimbabwe                                                               | Coppa d'Africa 2021 - 1º turno                                         | -                                                                      |                                                                        |
| 14-1-2022                                                              | Bafoussam                                                              | Senegal                                                                | 0 – 0                                                                  | Guinea                                                                 | Coppa d'Africa 2021 - 1º turno                                         | -                                                                      |                                                                        |
| 27-9-2022                                                              | Maria Enzersdorf                                                       | Senegal                                                                | 1 – 1                                                                  | Iran                                                                   | Amichevole                                                             | -1                                                                     |                                                                        |
| 17-6-2023                                                              | Cotonou                                                                | Benin                                                                  | 1 – 1                                                                  | Senegal                                                                | Qual. Coppa d'Africa 2023                                              | -1                                                                     |                                                                        |
| 26-3-2024                                                              | Amiens                                                                 | Senegal                                                                | 1 – 0                                                                  | Benin                                                                  | Amichevole                                                             | -                                                                      |                                                                        |
| 6-9-2024                                                               | Diamniadio                                                             | Senegal                                                                | 1 – 1                                                                  | Burkina Faso                                                           | Qual. Coppa d'Africa 2025                                              | -1                                                                     |                                                                        |
| 11-10-2024                                                             | Dakar                                                                  | Senegal                                                                | 4 – 0                                                                  | Malawi                                                                 | Qual. Coppa d'Africa 2025                                              | -                                                                      |                                                                        |
| 15-10-2024                                                             | Lilongwe                                                               | Malawi                                                                 | 0 – 1                                                                  | Senegal                                                                | Qual. Coppa d'Africa 2025                                              | -                                                                      |                                                                        |
| Totale                                                                 |                                                                        | Presenze                                                               | 9                                                                      |                                                                        | Reti                                                                   | -4                                                                     |                                                                        |

## Palmarès

### Nazionale
- Coppa d'Africa: 1

Camerun 2021